# Pristomerus comptus
Pristomerus comptus är en stekelart som beskrevs av Narolsky 1987. Pristomerus comptus ingår i släktet Pristomerus och familjen brokparasitsteklar. Inga underarter finns listade i Catalogue of Life.